# 量天尺
量天尺，又名龙骨花（海南保亭）、三角柱、三棱箭（北京）、三棱剑、剑花（廣東江門）、七星剑花、霸王鞭（海南三亚、广东肇庆）、霸王花，是仙人掌科蛇鞭柱属（旧属量天尺属）的植物，其果实被称为火龙果、红龙果，原产墨西哥、中美洲，在澳大利亚、台湾、夏威夷以及中国大陆的海南、福建、广东等地归化，以气根攀缘於树干、岩石或墙壁上。
种加词undatus意为“波浪状的”，源於其外观特征。近缘种包括明金星（Hylocereus ocamponis）和Hylocereus escuintlensis。
该物种为仙人掌科用途最广泛的植物之一，可作为著名的观赏植物以及常用的嫁接砧木，花果可食用，人工选育后的品种火龙果是著名水果，茎节经去皮等处理后亦可食用，在传统医学中可以入药。

## 分类与分布
量天尺的原产地可能是墨西哥南部，而现在已经遍及新大陆的热带地区。在很多国家，如东南亚国家，量天尺不仅是栽培植物，在当地也已经野生化。
量天尺的学名最初是Cereus undatus，是於1830年由Adrian Hardy Haworth发表描述。1918年，Nathaniel Lord Britton和Joseph Nelson Rose将本物种移入量天尺属中。2017年，所有量天尺属物种一并归于蛇鞭柱属。

## 特征

### 枝节

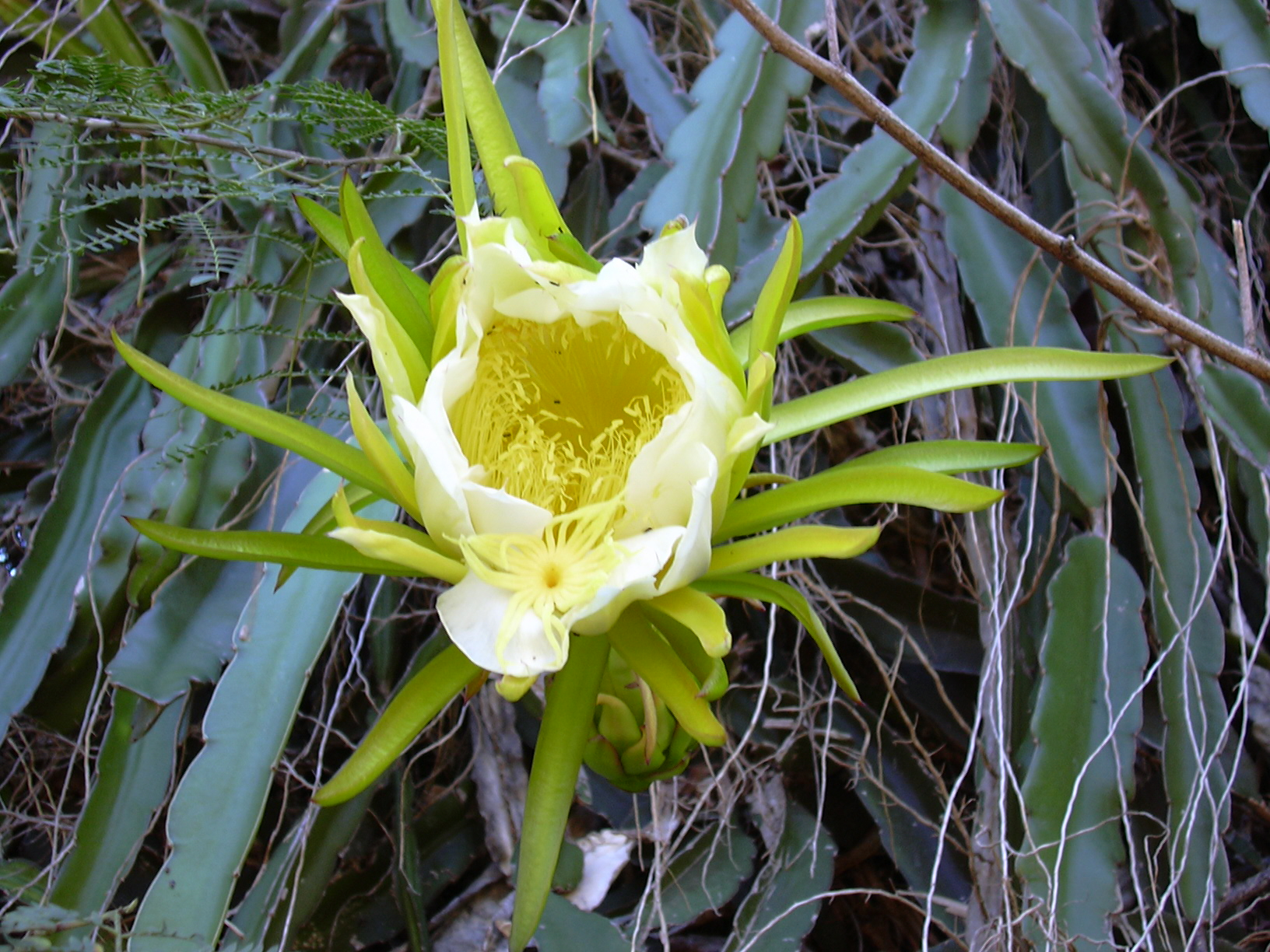
花

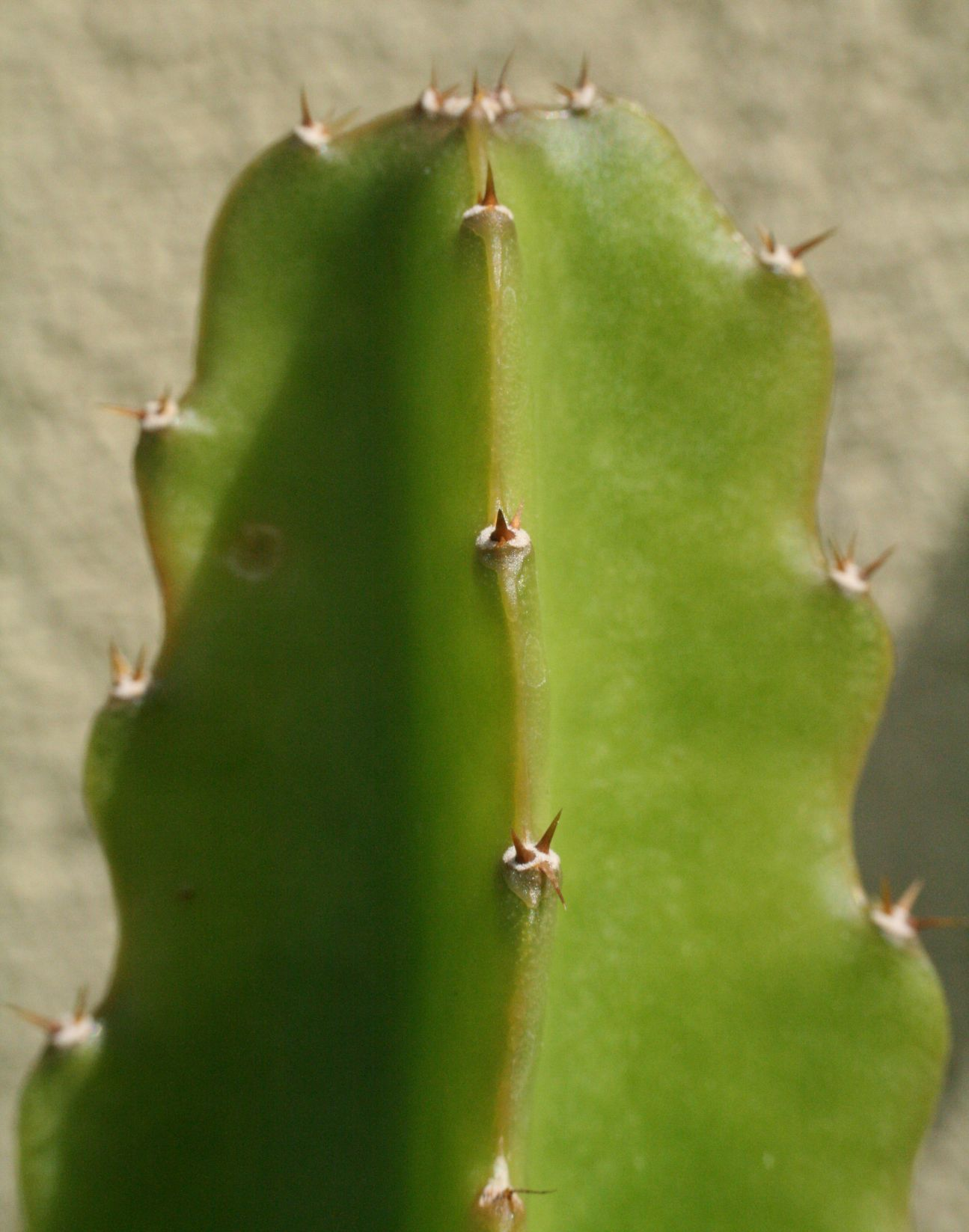
三棱柱形的茎

岩生或半附生植物，在热带地区广泛栽培，南美洲也有分布。攀缘肉质灌木，多分枝，长3－15米，具气根，多分枝，节片长0.2－1.2米，宽3－8（－12）厘米，表皮深绿色；分枝茎三棱柱形，常翅状，无毛，边缘角质化，常为胼胝状，波浪状，淡褐色；刺座直径约2毫米，相距1－5厘米，每个刺座具刺1－3根，长2－5（－10）毫米，针形至刺锥形，灰褐色或黑色，伸展。

### 花
花长25－30厘米，直径15－25厘米，夜间开放，芳香；花托直径约3厘米，花托和花托筒被密鳞片，淡绿色或黄绿色，鳞片线披针形或卵披针形，长2－8厘米，宽0.7－1厘米；外层被片萼片状，披针状线形至线形，渐尖，长10－15厘米，宽10－15毫米，具短尖，短尖为浅黄绿色或淡白色，偶为淡粉红色；内层被片花瓣状，披针形至倒披针形，长10－15厘米，最宽处4－5.5厘米，具短尖，全缘或不规则齿缺，急尖至渐尖，白色，被片伸展开；雄蕊长5－10厘米，向下弯曲，从花喉延伸至子房上方35毫米处，乳白色，花药长4.5－5毫米，淡黄色；花柱长17.5－24.5厘米，粗壮，直径6－8毫米，乳白色；柱头20－26裂，线形，裂片全缘，有时尖端有裂口，乳白色，先端长，渐尖，长3－3.3毫米；子房长2.5－5厘米，直径约2.5厘米，小苞片卵形，急尖，长2.5－4厘米。花蜜管长30毫米。

### 果实和种子
花期为夏秋季，7－12月。果实椭圆形至卵形，肉质浆果，长6－12厘米，直径4－10厘米，红色，具大鳞片，果脐小，果肉白色，可食；种子黑色，倒卵形，长2毫米，宽1毫米，厚1.8毫米，种脐小。

## 食用

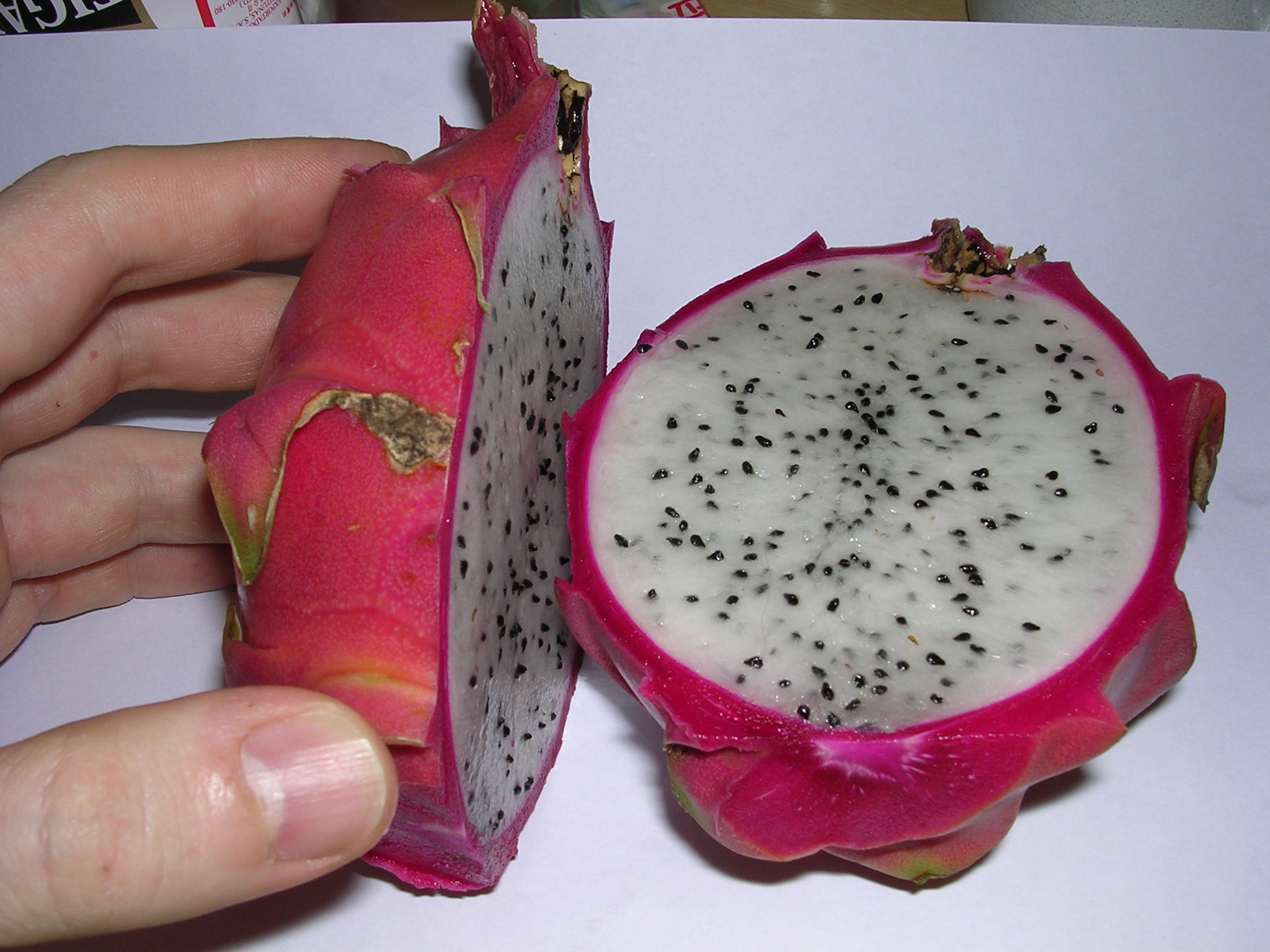
紅皮白肉種（Hylocereus undatus）
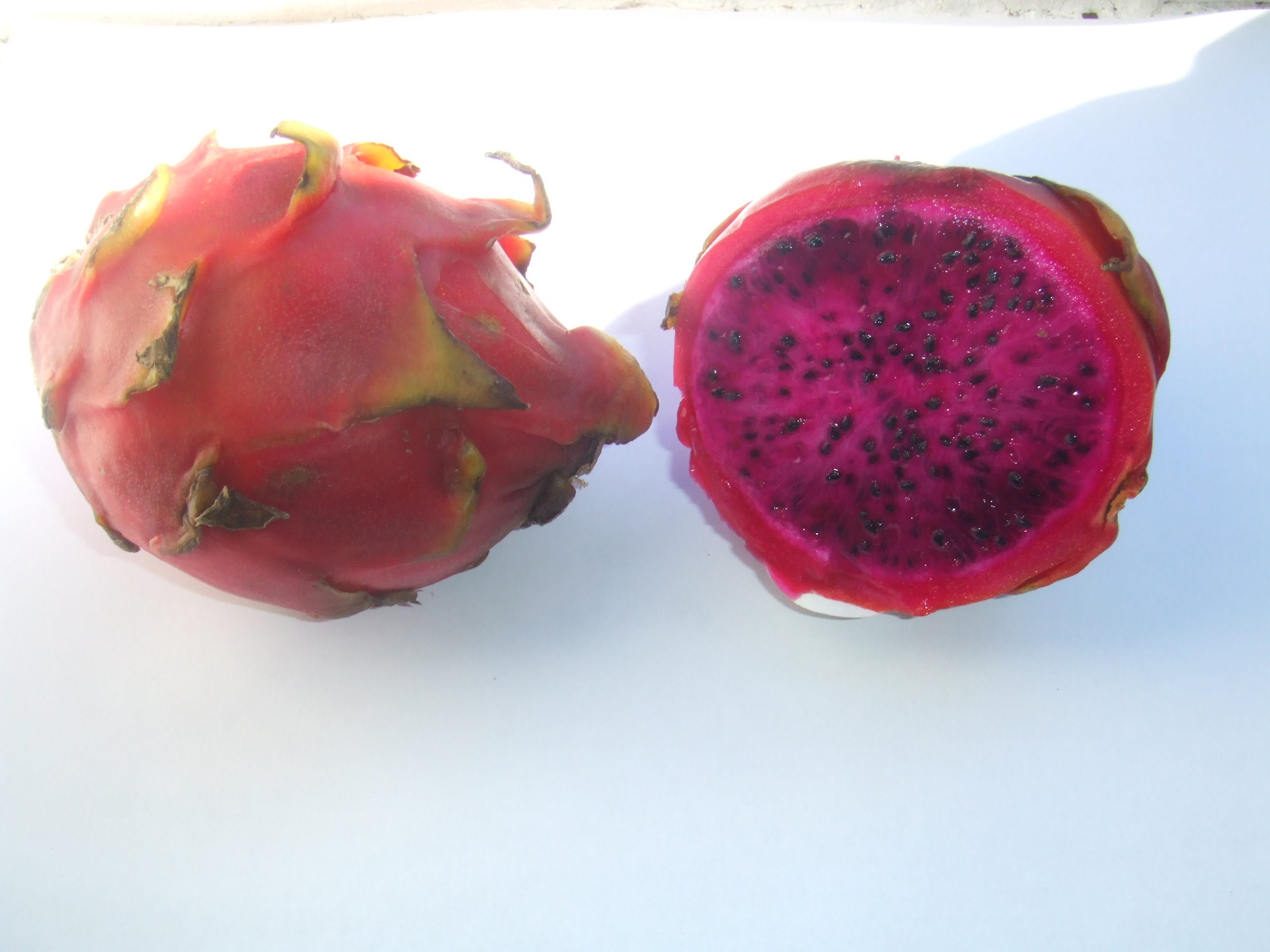
紅皮紫紅肉種（Hylocereus costaricensis）
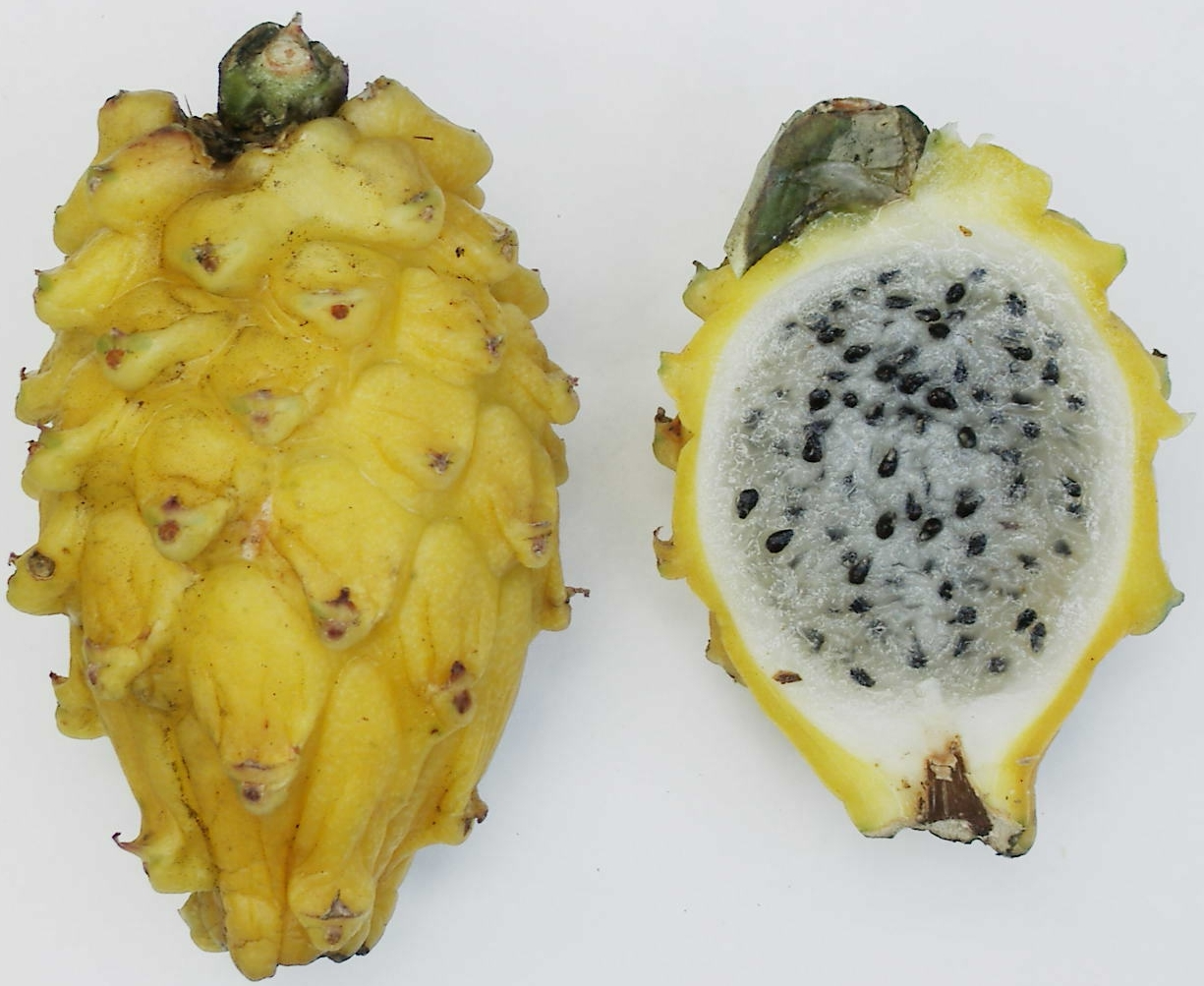
黃皮白肉種（Hylocereus megalanthus）

红皮白肉火龙果是最常见的火龙果，味道清甜，而且营养丰富；但实际上现在的红皮白肉火龙果可能并非纯种量天尺的果实，而是量天尺经过几代选育甚至杂交所获得的高产品种。花的气味微弱，可食，味稍甜，有清补功效，通常用作熬湯。

## 栽培
量天尺易於栽培，可附生或旱生，夏季需要富含腐殖质和水分充足的混合肥料，冬季生长温度不应低於10℃，喜半阴或全日照，早春多受光照可促进发芽。量天尺扦插易成活，常作为蟹爪兰属（Schlumbergera）、丝苇属（Rhipsalis，仙人棒属）等多种仙人掌科植物的砧木。

## 文化

### 景点

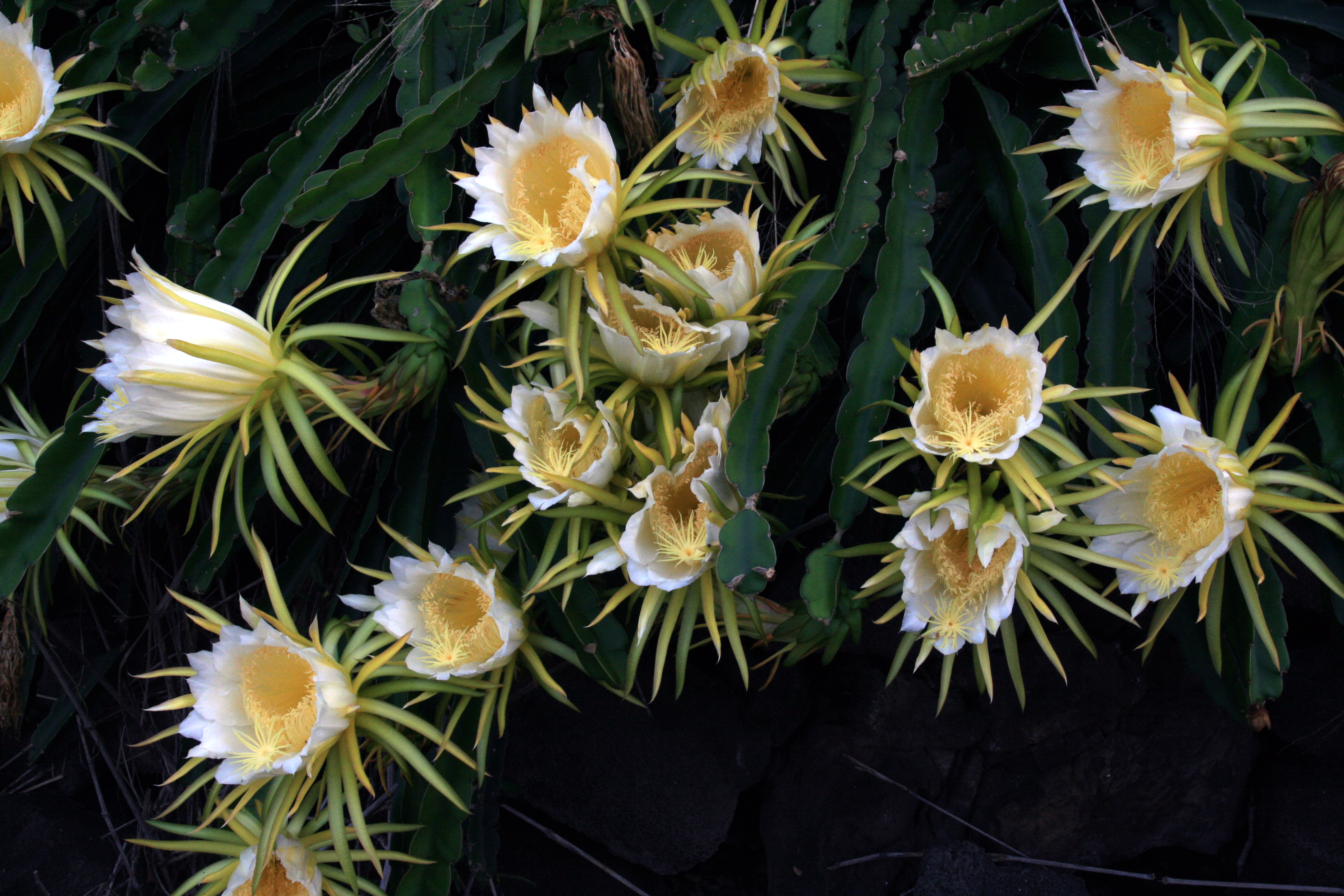
绽放的量天尺花，摄於夏威夷县Kona

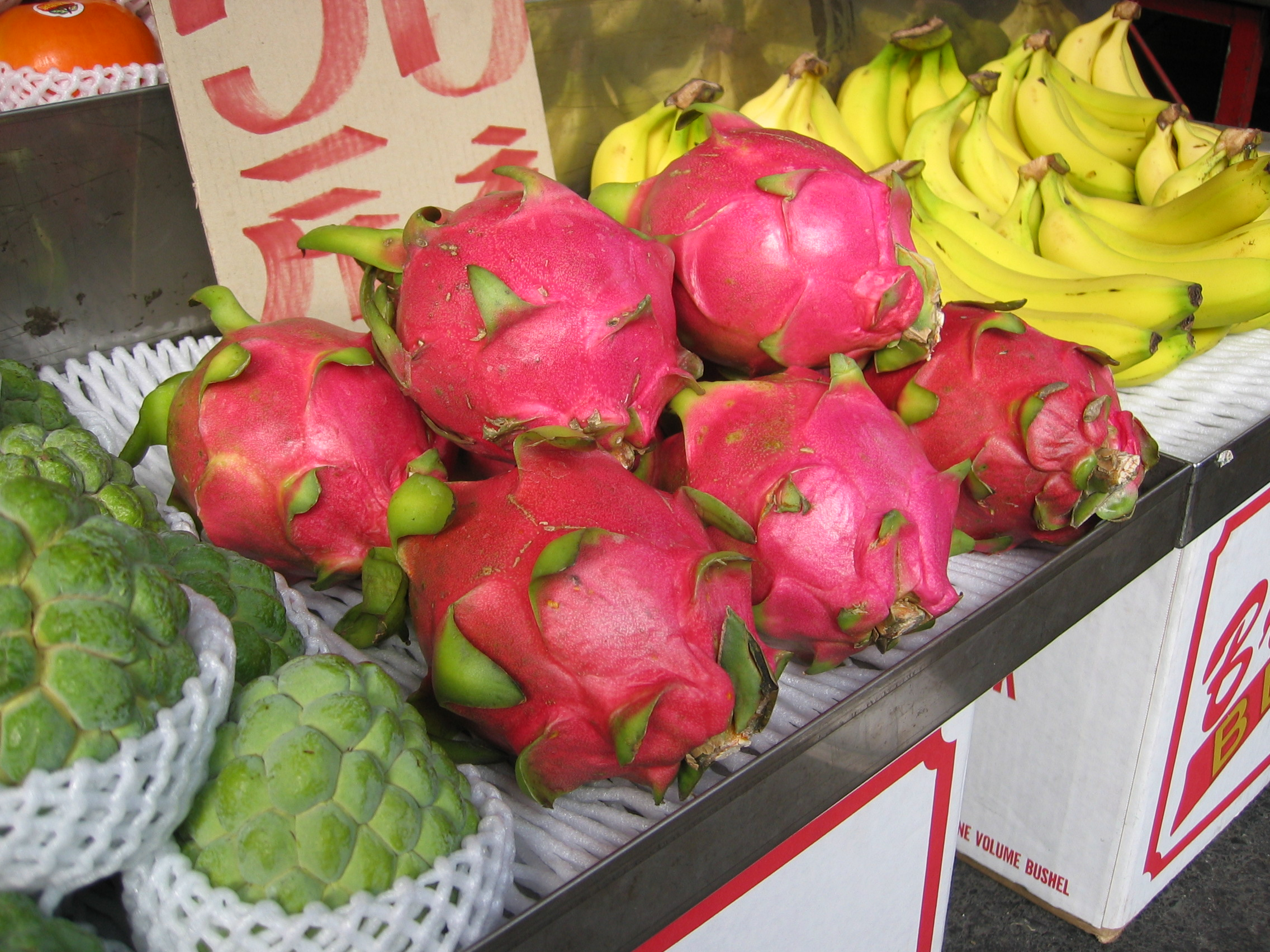
台湾嘉義市场销售的火龙果

在位於檀香山普納荷學校的石墙上，生长着一座非常著名的量天尺树篱，名为Kapunahou树篱，位于学校的两侧，长约300米，是於1836年由Bingham夫人种植。量天尺（当地称panini o kapunahou）在当地是很知名的仙人掌，在当地能从7月开放至10月，即使到了夏末，量天尺吸引人的花仍开放在学校的墙上。岛民在傍晚常常来观赏树篱，并剪取一些节片带回去种植，结果量天尺现在遍布夏威夷全岛。

### 销售
在英国，一个火龙果价格为1－2英镑，在台湾，每个火龙果的价格約为45新台币，而在香港，白肉的价格約为5－10港元一个。紅肉的往往貴得多。